# Liste der Regierungen Dänemarks

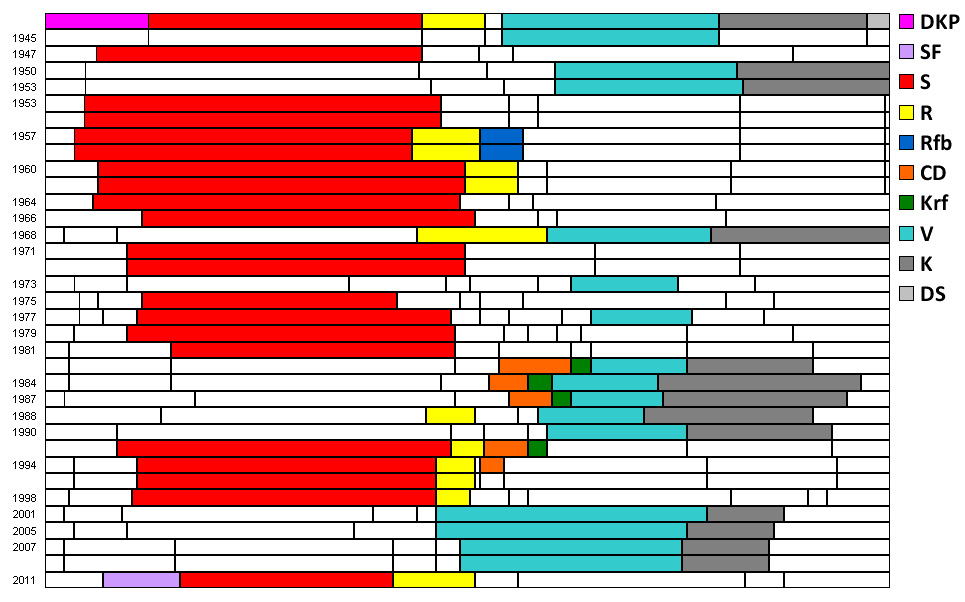
Parlamentarische Grundlage der dänischen Regierungen 1945 bis 2013. Links sind Wahljahre vermerkt, rechts die Parteikürzel.

Die Regierungen Dänemarks werden nach dem Regierungschef benannt. Regierungen mit eigener Mehrheit im Folketing sind grün unterlegt, in allen anderen Fällen handelte es sich um Minderheitsregierungen. Die Regierung Christensen verlor ihre absolute Mehrheit bereits in der Wahl 1906.
| Regierung                               | Amtsantritt        | Partei/Koalition                          |
| --------------------------------------- | ------------------ | ----------------------------------------- |
| Regierung Moltke I Märzministerium      | 22. März 1848      | konservativ-nationalliberal               |
| Regierung Moltke II Novemberministerium | 16. November 1848  | konservativ                               |
| Regierung Moltke III Juliministerium    | 13. Juli 1851      | konservativ                               |
| Regierung Moltke IV Oktoberministerium  | 18. Oktober 1851   | konservativ                               |
| Regierung Bluhme I Januarministerium    | 27. Januar 1852    | konservativ-nationalliberal               |
| Regierung Ørsted                        | 21. April 1853     | konservativ                               |
| Regierung Bang                          | 12. Dezember 1854  | konservativ-nationalliberal               |
| Regierung Andræ                         | 18. Oktober 1856   | konservativ-nationalliberal               |
| Regierung Hall I                        | 13. Mai 1857       | nationalliberal                           |
| Regierung Rotwitt                       | 2. Dezember 1859   | Bauernfreunde                             |
| Regierung Hall II                       | 24. Februar 1860   | nationalliberal                           |
| Regierung Monrad                        | 31. Dezember 1863  | De Nationalliberale, Parteilose           |
| Regierung Bluhme II                     | 11. Juli 1864      | konservativ                               |
| Regierung Frijs                         | 6. November 1865   | Parteilose Konservative, Højre            |
| Regierung Holstein-Holsteinborg         | 28. Mai 1870       | Mellempartiet, De Nationalliberale, Højre |
| Regierung Fonnesbech                    | 14. Juli 1874      | Gutsherren, Nationalliberale              |
| Regierung Estrup                        | 11. Juni 1875      | Højre                                     |
| Regierung Reedtz-Thott                  | 7. August 1894     | Højre                                     |
| Regierung Hørring                       | 23. Mai 1897       | Højre                                     |
| Regierung Sehested                      | 27. April 1900     | Højre                                     |
| Regierung Deuntzer                      | 24. Juli 1901      | V                                         |
| Regierung Christensen                   | 14. Januar 1905    | V                                         |
| Regierung Neergaard I                   | 12. Oktober 1908   | V                                         |
| Regierung Holstein-Ledreborg            | 16. August 1909    | V                                         |
| Regierung Zahle I                       | 28. Oktober 1909   | RV                                        |
| Regierung Berntsen                      | 5. Juli 1910       | V                                         |
| Regierung Zahle II                      | 21. Juni 1913      | RV                                        |
| Regierung Liebe                         | 30. März 1920      | (geschäftsführend)                        |
| Regierung Friis                         | 5. April 1920      | (geschäftsführend)                        |
| Regierung Neergaard II                  | 5. Mai 1920        | V                                         |
| Regierung Neergaard III                 | 9. Oktober 1922    | V                                         |
| Regierung Stauning I                    | 23. April 1924     | S                                         |
| Regierung Madsen-Mygdal                 | 14. Dezember 1926  | V                                         |
| Regierung Stauning II                   | 30. April 1929     | S-RV                                      |
| Regierung Stauning III                  | 4. November 1935   | S-RV                                      |
| Regierung Stauning IV                   | 15. September 1939 | S-RV                                      |
| Regierung Stauning V                    | 10. April 1940     | S-V-K-RV Sammlungsregierung               |
| Regierung Stauning VI                   | 8. Juli 1940       | S-V-K-RV Sammlungsregierung               |
| Regierung Buhl I                        | 4. Mai 1942        | S-V-K-RV Sammlungsregierung               |
| Regierung Scavenius                     | 9. November 1942   | S-V-K-RV Sammlungsregierung               |
| (Departementschef-Verwaltung)           | 29. August 1943    |                                           |
| Regierung Buhl II                       | 5. Mai 1945        | S-V-K-RV-DS-DKP Sammlungsregierung        |
| Regierung Kristensen                    | 7. November 1945   | V                                         |
| Regierung Hedtoft I                     | 13. November 1947  | S                                         |
| Regierung Eriksen                       | 30. Oktober 1950   | V-K                                       |
| Regierung Hedtoft II                    | 30. September 1953 | S                                         |
| Regierung Hansen I                      | 1. Februar 1955    | S                                         |
| Regierung Hansen II                     | 28. Mai 1957       | S-RV-Rfb „Dreiecks-Regierung“             |
| Regierung Kampmann I                    | 21. Februar 1960   | S-RV-Rfb „Dreiecks-Regierung“             |
| Regierung Kampmann II                   | 18. November 1960  | S-RV                                      |
| Regierung Krag I                        | 3. September 1962  | S-RV                                      |
| Regierung Krag II                       | 29. September 1964 | S                                         |
| Regierung Baunsgaard                    | 2. Februar 1968    | RV-V-K                                    |
| Regierung Krag III                      | 11. Oktober 1971   | S                                         |
| Regierung Jørgensen I                   | 5. Oktober 1972    | S                                         |
| Regierung Hartling                      | 19. Dezember 1973  | V „Schmale Regierung“                     |
| Regierung Jørgensen II                  | 13. Februar 1975   | S                                         |
| Regierung Jørgensen III                 | 30. August 1978    | S-V                                       |
| Regierung Jørgensen IV                  | 26. Oktober 1979   | S                                         |
| Regierung Jørgensen V                   | 30. Dezember 1981  | S                                         |
| Regierung Schlüter I                    | 10. September 1982 | K-V-CD-Krf „Vierer-Kleeblatt“             |
| Regierung Schlüter II                   | 10. September 1987 | K-V-CD-Krf „Vierer-Kleeblatt“             |
| Regierung Schlüter III                  | 3. Juni 1988       | K-V-RV                                    |
| Regierung Schlüter IV                   | 18. Dezember 1990  | K-V                                       |
| Regierung Nyrup Rasmussen I             | 25. Januar 1993    | S-CD-RV-Krf «Rotkleeblatt»                |
| Regierung Nyrup Rasmussen II            | 27. September 1994 | S-RV-CD                                   |
| Regierung Nyrup Rasmussen III           | 30. Dezember 1996  | S-RV                                      |
| Regierung Nyrup Rasmussen IV            | 23. März 1998      | S-RV                                      |
| Regierung Fogh Rasmussen I              | 27. November 2001  | V-K                                       |
| Regierung Fogh Rasmussen II             | 18. Februar 2005   | V-K                                       |
| Regierung Fogh Rasmussen III            | 23. November 2007  | V-K                                       |
| Regierung Løkke Rasmussen I             | 5. April 2009      | V-K                                       |
| Regierung Thorning-Schmidt I            | 3. Oktober 2011    | S-RV-SF                                   |
| Regierung Thorning-Schmidt II           | 3. Februar 2014    | S-RV                                      |
| Regierung Løkke Rasmussen II            | 28. Juni 2015      | V                                         |
| Regierung Løkke Rasmussen III           | 28. November 2016  | V-LA-K                                    |
| Regierung Frederiksen I                 | 27. Juni 2019      | S                                         |
| Regierung Frederiksen II                | 15. Dezember 2022  | S-V-M                                     |

## Demokratisches Interregnum 1943–45
Die Regierung Scavenius legte am 29. August 1943 die Arbeit nieder, bestand aber formell bis zur Befreiung am 5. Mai 1945 weiter. In der Praxis wurde die Verwaltung von den Departementschefs (Amtschefs der Ministerien) weitergeführt. Sie mussten sich der deutschen Besatzungsmacht unterordnen, berieten sich aber heimlich mit den Führungsspitzen der Parteien und mit Vertretern des Widerstands.